# Théorie SIT
La théorie SIT, ou Specific ion interaction theory, est un modèle théorique utilisé en chimie pour estimer les coefficients d'activité d'ions simples dans des solutions électrolytiques à concentrations relativement élevées,. Cette estimation repose sur la prise en compte des coefficients d'interaction entre les différents ions présents en solution. Les coefficients d'interactions sont déterminés à partir des valeurs de la constante d'équilibre prises sur des solutions à différentes forces ioniques. La détermination des coefficients d'interaction SIT permet également d'obtenir la valeur de la constante d'équilibre à concentration nulle (dilution infinie).

## Limites des modèles à hautes concentrations
La théorie SIT vient du besoin de déterminer les coefficients d'activités de solutés même lorsque leur concentration est élevée et dépasse les limites de validité du modèle de Debye-Hückel. Il est nécessaire de connaître ces coefficients d'activité en raison de la définition en thermodynamique de la constante d'équilibre comme un ratio d'activités. À basses concentrations, on peut assimiler les activités aux concentrations des ions en jeu, mais cette approximation n'est plus possible à hautes concentrations. À titre d'exemple, on peut prendre la protonation d'une base en acide : l'équilibre pour la protonation de la base conjuguée, A−, peut être écrit
H+ + A− ⇌ HA
et la constante de cette réaction est alors 
{\displaystyle K={\frac {\{HA\}}{\{H^{+}\}\{A^{-}\}}}}
où {HA} dénote l'activité de l'acide HA etc. Le rôle de l'eau dans l'équilibre peut être ignoré : dans pratiquement tous les cas (hormis aux plus fortes concentrations), en tant que solvant l'activité de l'eau est une constante. Ici, K est définie comme une constante d'association, la réciproque de la constante de dissociation de l'acide.
Chaque terme peut être exprimé comme le produit d'une concentration et d'un coefficient d'activité. Par exemple, 
{HA} = [HA] × γHA
où les crochets dénotent une concentration et γ est un coefficient d'activité.
Ainsi la constante d'équilibre peut être exprimée comme le produit d'un quotient de concentration et d'un quotient de coefficients d'activité. 
{\displaystyle K={\frac {[HA]}{[H^{+}][A^{-}]}}\times {\frac {\gamma _{HA}}{\gamma _{H^{+}}\gamma _{A^{-}}}}}
En passant au logarithme : 
{\displaystyle \log K=\log K^{0}+\log \gamma _{HA}-\log \gamma _{H^{+}}-\log \gamma _{A^{-}}}
K0 est alors la valeur hypothétique que la constante d'équilibre aurait si la solution d'acide était si diluée que les coefficients d'activité seraient tous égaux à 1 (comme ces coefficients représentent un écart à l'idéalité, cette limite représente le cas idéal).
C'est une pratique répandue que de déterminer les constantes d'équilibre en solutions contenant un électrolyte à haute force ionique de manière que les coefficients d'activité soient, en pratique, constants. Néanmoins, quand la force ionique est modifiée, la constante d'équilibre mesurée est également modifiée, il est donc nécessaire d'estimer les coefficients d'activités de chaque ion individuellement. La théorie de Debye-Hückel fournit un moyen de le faire, mais elle n'est exacte qu'à faibles concentrations. D'où le besoin d'une extension de cette théorie. Deux approches ont essentiellement été explorées. La théorie SIT ici exposée, et les équations de Pitzer,.

## Développement
La théorie SIT a été proposée initialement par Brønsted, et elle a ensuite été développée par Guggenheim. Scatchard a étendu la théorie pour permettre aux coefficients d'interaction de varier avec la force ionique. Ce modèle ne suscitait qu'un intérêt théorique jusqu'en 1945 en raison de la difficulté qu'il y avait à déterminer une constante d'équilibre avant l'invention de l'électrode de verre. Par la suite, Ciavatta développa davantage la théorie.
Le coefficient d'activité du je ion en solution est écrit γj lorsque les concentrations sont exprimées en molalité (mol/kg) et yj lorsqu'elles sont exprimées en molarité (mol/L). On préfère généralement utiliser la molalité car les concentrations données sont alors indépendantes de la température. L'idée de base de la théorie SIT est que le coefficient d'activité peut être exprimé par 
{\displaystyle \log \gamma _{j}=-z_{j}^{2}{\frac {0.51{\sqrt {I}}}{1+1.5{\sqrt {I}}}}+\sum _{k}\epsilon _{jk}m_{k}} (en molalités)
ou
{\displaystyle \log y_{j}=-z_{j}^{2}{\frac {0.51{\sqrt {I}}}{1+1.5{\sqrt {I}}}}+\sum _{k}b_{jk}c_{k}} (en concentrations molaires)
où z est la charge électrique de l'ion, I est la force ionique, ε et b sont les coefficients d'interaction, et m et c sont les concentrations. La somme s'applique aux autres ions présents en solution, ce qui inclut les ions produits par l'électrolyte de fond. Le premier terme de ces expressions vient de la théorie de Debye-Hückel. Le second terme montre que les contributions dues aux interactions sont dépendantes de la concentration. Ainsi, les coefficients d'interaction sont utilisés comme corrections à la théorie de Debye-Hückel lorsque les concentrations sont plus élevées que le domaine de validité de cette théorie.
On peut supposer que le coefficient d'activité d'une espèce neutre dépend linéairement de la force ionique, ainsi
{\displaystyle \log \gamma =k_{m}I\,}
où km est un coefficient de Setchenov
Dans l'exemple d'un monoacide HA, en supposant que l'électrolyte de fond soit le nitrate de sodium NaNO3, les coefficients d'interaction représenteront les interactions entre H+ et NO3−, et entre A− et Na+.

## Détermination et applications
Pour déterminer les coefficients d'interaction, les constantes d'équilibre sont d'abord mesurées à différentes forces ioniques, pour une température et un électrolyte de fond fixés. Les coefficients d'interaction sont alors déterminés par ajustement sur les valeurs d'équilibre observées. La procédure fournit également la valeur de K à dilution infinie. Elle n'est pas limitée aux monoacides, elle peut également être appliquées aux complexes métalliques. Les approches SIT et Pitzer ont déjà été comparées, à la fois entre elles et à l'équation de Bromley,